# Nymphon charcoti
Nymphon charcoti is een zeespin uit de familie Nymphonidae. De soort behoort tot het geslacht Nymphon. Nymphon charcoti werd in 1911 voor het eerst wetenschappelijk beschreven door Bouvier. 